# Florian Opahle

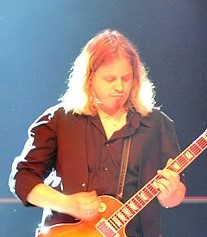
Florian Opahle, 2016

Florian Opahle (* 1983 in Rosenheim) ist ein deutscher Gitarrist, Produzent und Komponist. Er wurde als Gitarrist im Rahmen von Solo-Projekten des Bandleaders von Jethro Tull, Ian Anderson, bekannt.

## Leben
Opahle wuchs in Rosenheim auf. Er begann mit fünf Jahren, klassische Gitarre zu lernen, und wurde später auch an der E-Gitarre ausgebildet. 2001 und 2002 besuchte er Meisterklassen bei Masayuki Kato, 2002 legte er sein Abitur ab. 2003 begann seine Zusammenarbeit mit Ian Anderson. Er trat in Europa, Nord- und Südamerika und Asien auf und spielte mit Musikern wie Al di Meola, Greg Lake und Leslie Mandoki. Die Sängerin Masha begleitete er auf ihrer Deutschlandtournee. 2007 bis 2008 studierte er an der Deutschen Popakademie Musikarrangement und Komposition.

## Werk/Wirken
Opahle nahm anstelle des langjährigen Jethro-Tull-Gitarristen Martin Barre an mehreren Tourneen mit Anderson teil, darunter auch an Projekten, in denen Stücke von Jethro Tull mit Orchesterbegleitung gespielt wurden.

## Werke
Mit Anderson und weiteren Musikern nahm er die Alben Thick as a Brick 2 (2012) und Homo Erraticus (2014) auf. Opahle ist auch als Studiomusiker und Produzent aktiv, unter anderem für Alexandra Stan. Zeitweise widmet er sich der Flamenco-Musik.
Opahle spielte Gitarre auf dem 2022 erschienenen Jethro-Tull-Album The Zealot Gene, welches ab 2017 entstand. Er beendete 2019 die Zusammenarbeit mit Ian Anderson, um sich vermehrt Produktion und Privatleben widmen zu können. Sein Nachfolger bei Jethro Tull wurde Joe Parrish.